# Plateau 2
Plateau 2 (auch Plateau II geschrieben) ist ein Stadtviertel (französisch: quartier) im Arrondissement Niamey I der Stadt Niamey in Niger.

## Geographie

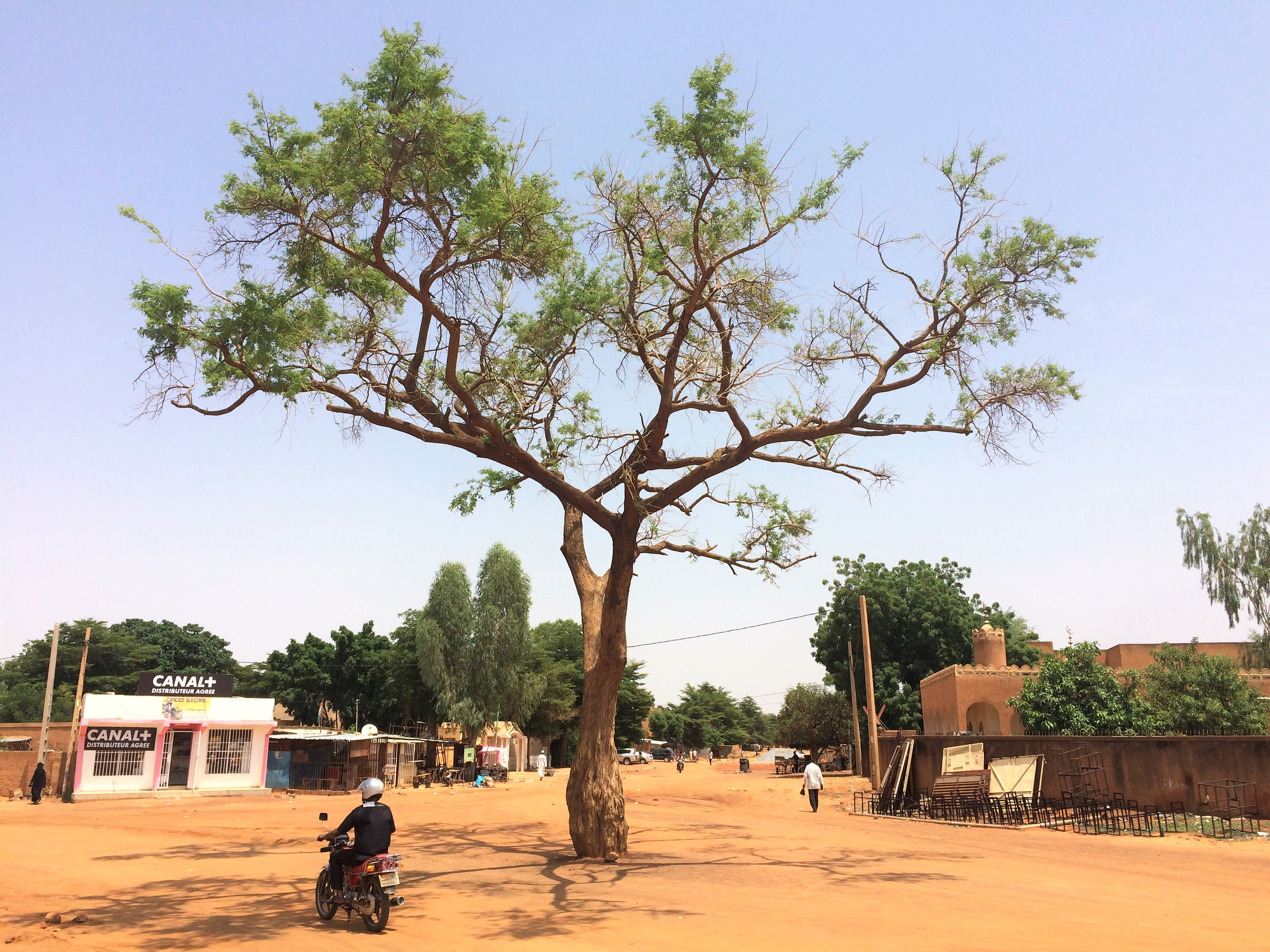
Straßenszene am Boulevard de la Nation (Rue YN 34) in Plateau 2 (2018)

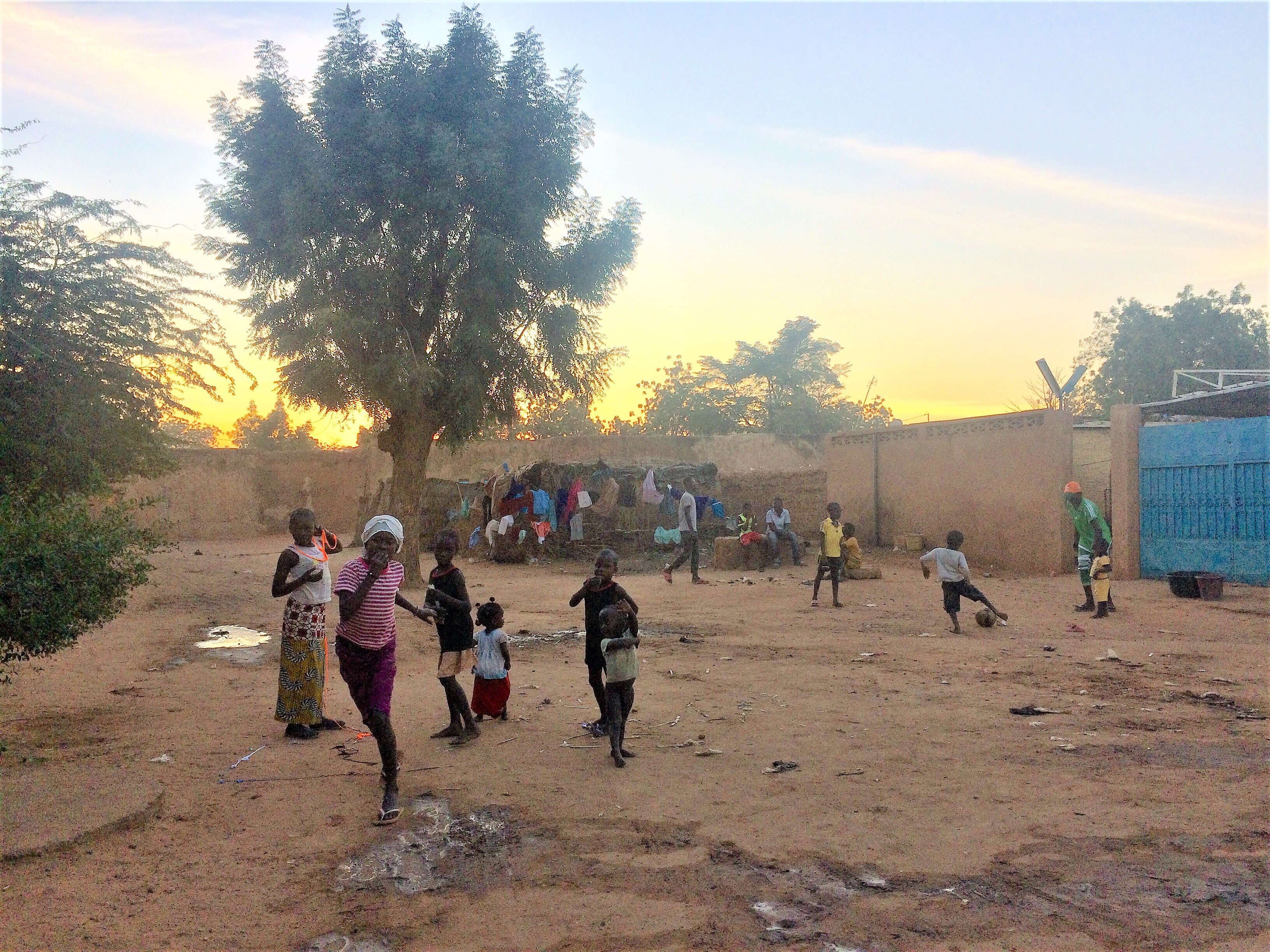
Spielende Kinder bei Sonnenuntergang in der Rue YN 60 in Plateau 2 (2019)

Plateau 2 befindet sich im Stadtteil Plateau im Zentrum von Niamey. Die angrenzenden Stadtviertel sind Yantala Haut im Norden, Issa Béri im Osten, Château 1 im Süden und Yantala Bas im Westen. Das Stadtviertel liegt in einem Tafelland mit einer mehr als 2,5 Meter tiefen Sandschicht, wodurch eine bessere Einsickerung als in anderen Teilen der Stadt möglich ist.
Das Standardschema für Straßennamen in Plateau 2 ist Rue YN 1, wobei auf das französische Rue für Straße das Kürzel YN für Yantala Nouveau (Yantala Haut) und zuletzt eine Nummer folgt. Dies geht auf ein Projekt zur Straßenbenennung in Niamey aus dem Jahr 2002 zurück, bei dem die Stadt in 44 Zonen mit jeweils eigenen Buchstabenkürzeln eingeteilt wurde. Diese Zonen decken sich nicht zwangsläufig mit den administrativen Grenzen der namensgebenden Stadtteile. So wird das Schema Rue YN 1 nicht nur in Yantala Haut, sondern auch in Plateau 2 angewendet.

## Geschichte
Das Stadtviertel entstand in der Zeit von 1971 bis 1976. Mitte der 1980er Jahre wurde im Südosten von Plateau 2 die Armensiedlung Tchana-Carré gegründet.

## Bevölkerung
Bei der Volkszählung 2012 hatte das Stadtviertel 12.056 Einwohner, die in 2419 Haushalten lebten. Bei der Volkszählung 2001 betrug die Einwohnerzahl 7488 in 1202 Haushalten.